# Pinheiro (Felgueiras)

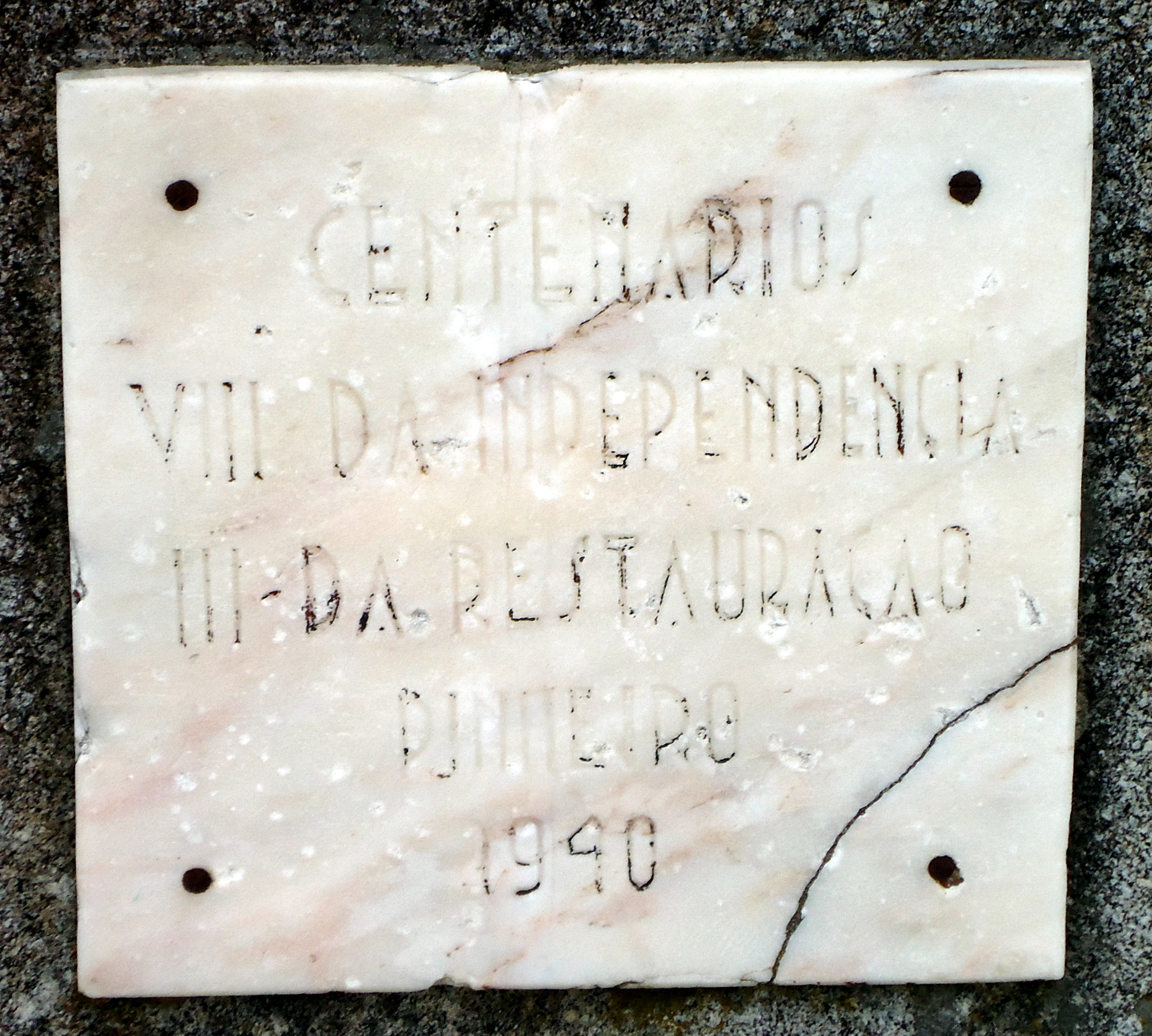
Placa no Cruzeiro

Pinheiro é uma povoação portuguesa sede da Freguesia de Pinheiro do Município de Felgueiras, freguesia com 3,57 km² de área e 1053 habitantes (censo de 2021), tendo, por isso, uma densidade populacional de 295 hab./km².

## Demografia
A população registada nos censos foi:
| Distribuição da População por Grupos Etários | Distribuição da População por Grupos Etários | Distribuição da População por Grupos Etários | Distribuição da População por Grupos Etários | Distribuição da População por Grupos Etários |
| -------------------------------------------- | -------------------------------------------- | -------------------------------------------- | -------------------------------------------- | -------------------------------------------- |
| Ano                                          | 0-14 Anos                                    | 15-24 Anos                                   | 25-64 Anos                                   | > 65 Anos                                    |
| 2001                                         | 219                                          | 162                                          | 506                                          | 108                                          |
| 2011                                         | 203                                          | 126                                          | 576                                          | 137                                          |
| 2021                                         | 168                                          | 139                                          | 582                                          | 164                                          |